# Enotocleptes
Enotocleptes is een kevergeslacht uit de familie van de boktorren (Cerambycidae). De wetenschappelijke naam van het geslacht werd voor het eerst geldig gepubliceerd in 1940 door Breuning.

## Soorten
Enotocleptes omvat de volgende soorten:
- Enotocleptes denticollis (Fauvel, 1906)
- Enotocleptes inermicollis Breuning, 1940